# Gulnonnea
Gulnonnea (Nonea lutea) är en strävbladig växtart som först beskrevs av Louis Auguste Joseph Desrousseaux, och fick sitt nu gällande namn av Dc. Enligt Catalogue of Life ingår Gulnonnea i släktet nonneor och familjen strävbladiga växter, men enligt Dyntaxa är tillhörigheten istället släktet nonneor och familjen strävbladiga växter. Arten förekommer tillfälligt i Sverige, men reproducerar sig inte. Inga underarter finns listade i Catalogue of Life.